# Liste der Biografien/Hilv
Liste der Biografien |
Portal Biografien |
Personensuche
# |
A |
B |
C |
D |
E |
F |
G |
H |
I |
J |
K |
L |
M |
N |
O |
P |
Q |
R |
S |
T |
U |
V |
W |
X |
Y |
Z |
?
 
Ha |
Hd |
He |
Hi |
Hj |
Hk |
Hl |
Hm |
Hn |
Ho |
Hr |
Hs |
Ht |
Hu |
Hv |
Hw |
Hy
 
Hia |
Hib |
Hic |
Hid |
Hie |
Hif |
Hig |
Hih |
Hii |
Hij |
Hik |
Hil |
Him |
Hin |
Hio |
Hip |
Hir |
His |
Hit |
Hiv |
Hiw |
Hix |
Hiy |
Hiz
 
Hila |
Hilb |
Hilc |
Hild |
Hile |
Hilf |
Hilg |
Hilh |
Hili |
Hilj |
Hilk |
Hill |
Hilm |
Hilp |
Hils |
Hilt |
Hilu |
Hilv |
Hilz
Die Liste der Biografien führt alle Personen auf, die in der deutschsprachigen Wikipedia einen Artikel haben. Dieses ist eine Teilliste mit 6 Einträgen von Personen, deren Namen mit den Buchstaben „Hilv“ beginnt.

## Hilv

### Hilve
- Hilverding, Johann Baptist (1677–1721), Schauspieler, Theaterleiter, Marionettenspieler
- Hilverdink, Geertruida Jacoba († 1827), niederländische Schauspielerin und Sängerin
- Hilverdink, Helena († 1838), niederländische Schauspielerin und Sängerin
- Hilverdink, Johannes Jacobus Antonius (1837–1884), niederländischer Veduten- und Marinemaler, Radierer und Lithograf
- Hilvert, Donald (* 1956), US-amerikanischer Chemiker
- Hilverth, Alexandra (* 1960), österreichische Schauspielerin und Kunstmanagerin